# Sonu (ur. 1994)
Sonu Sonu (ur. 20 listopada 1994) – indyjski zapaśnik walczący w stylu klasycznym. Zajął 22. miejsce na mistrzostwach świata w 2021. Wicemistrz Wspólnoty Narodów w 2017. Drugi na mistrzostwach Azji kadetów w 2019 roku.